# Nogomet na OI 2004.
Nogomet na Olimpijskim igrama u Ateni 2004. godine uključivao je natjecanja u muškoj i ženskoj konkurenciji. Za muške momčadi vrijedi pravilo da svi igrači moraju biti mlađi od 23 godine, uz dozvolu za tri starija igrača.

## Osvajači medalja

### Muški
| Zlato | Srebro | Bronca |
| --- | --- | --- |
| ArgentinaGerman Lux Wilfredo Caballero Roberto Ayala Fabricio Coloccini Gabriel Heinze Clemente Rodríguez Leandro Fernández Javier Mascherano Kily González Andrés D'Alessandro Luis González Nicolás Medina César Delgado Carlos Tévez Mauro Rosales Javier Saviola Mariano González Luciano Figueroa Trener: Marcelo Bielsa | ParagvajRodrigo Romero Emilio Martínez Julio Manzur Carlos Gamarra José Devaca Celso Esquivel Pablo Gimenez Edgar Barreto Fredy Barreiro Diego Figueredo Aureliano Torres Pedro Benítez Julio César Enciso Julio González Ernesto Cristaldo Osvaldo Díaz José Cardozo Diego Barreto Trener: Carlos Jara Saguier | ItalijaIvan Pelizzoli Marco Amelia Emiliano Moretti Matteo Ferrari Andrea Barzagli Cesare Bovo Giorgio Chiellini Daniele Bonera Giampiero Pinzi Angelo Palombo Andrea Pirlo Daniele De Rossi Marco Donadel Alberto Gilardino Simone Del Nero Giuseppe Sculli Andrea Gasbarroni Giandomenico Mesto Trener: Claudio Gentile |

### Žene
| Zlato | Srebro | Bronca |
| --- | --- | --- |
| SADBriana Scurry Heather Mitts Christie Rampone Cat Reddick Lindsay Tarpley Brandi Chastain Shannon Boxx Angela Hucles Mia Hamm Aly Wagner Julie Foudy Cindy Parlow Kristine Lilly Joy Fawcett Kate Markgraf Abby Wambach Heather O'Reilly Kristin Luckenbill | BrazilAndreia Maravilha Monica Tânia Juliana Daniela Rosana Renata Costa Aline Formiga Elaine Maycon Pretinha Marta Cristiane Roseli Dayane Grazielle | NjemačkaSilke Rottenberg Kerstin Stegeman Kerstin Garefrekes Steffi Jones Sarah Guenther Viola Odebrecht Pia Wunderlich Petra Wimbersky Birgit Prinz Renate Lingor Martina Mueller Navina Omilade Sandra Minnert Isabell Bachor Sonja Fuss Conny Pohlers Ariane Hingst Nadine Angerer |